# Cutia nipalensis
El cutia nepalesa (Cutia nipalensis) es una especie de ave paseriforme de la familia Leiothrichidae propia de las montañas de la región indomalaya. 
Su nombre científico significa «la khutya de Nepal», porque Cutia deriva del nombre nepalí para estas aves, y nipalensis en latín significa «de Nepal».
Anteriormente el género Cutia era monotípico, pero la cutia vietnamita (C. legalleni), que anteriormente se consideraba una subespecie de la cutia nepalesa ahora se considera una especie separada, C. legalleni.

## Distribución y hábitat
Esta especie habita en la región himalaya, desde la India hasta el norte de Tailandia. Una subespecie también aparece en la península de Malaca. Se encuentra en Birmania, Bután, el suroeste de China, el norte de India, Laos, Malasia, Nepal y Tailandia.
Su hábitat natural son los bosques montanos húmedos tropicales y subtropicales. No es un pájaro de la alta montaña, sin embargo, en lugar que habitar los bosques de hoja ancha  —por ejemplo, de robles (Quercus)— de colinas arriba de 1500 m s. n. m. aproximadamente, pero rara vez o nunca ascendiende por encima de 2500 m s. n. m.
La cutia nepalesa no se considera amenazada por la UICN, ya que mantiene su condición pre-división como de «preocupación menor»; en Bután, por ejemplo, es un residente bastante visto con frecuencia.

## Taxonomía
Subespecies reconocidas:
- Cutia nipalensis nipalensis Hodgson, 1837.
- Cutia nipalensis melanchima Deignan, 1947.
- Cutia nipalensis cervinicrissa Sharpe, 1888.
- Cutia nipalensis hoae Eames, 2002.